# Above the Buried Cry
«Above the Buried Cry» – дебютный альбом американской рок-группы Æon Spoke, выпущенный 25 октября 2004 года. Семь песен с альбома были перезаписаны и вошли в одноимённый релиз группы, вышедший через три года.

## Список композиций
Все песни написаны Полом Масвидалом.
1. No Answers – 3:46
2. Pablo at the Park – 5:15
3. Suicide Boy – 3:34
4. Grace – 5:54
5. Silence – 4:22
6. Emmanuel – 4:38
7. Face the Wind – 5:37
8. For Good – 4:11
9. Nothing – 5:33
10. Yellowman – 3:46

## Участники записи
- Пол Масвидал — вокал, гитара;
- Шон Рейнерт — ударные, перкуссия, клавишные, бэк-вокал'
- Эво — гитара'
- Стивен Гамбина — бас-гитара.